# Ilex chingiana
Ilex chingiana là một loài thực vật có hoa trong họ Aquifoliaceae. Loài này được Hu & T. Tang mô tả khoa học đầu tiên năm 1940.